# 大野タカシ
大野 タカシ（おおの - 、1979年3月26日 - ）は大分県を拠点に活躍する日本のミュージシャン、ローカルタレント、YouTuber。大分県中津市出身。日本文理大学卒業。
高校教員免状（商業）取得。一般社団法人　日本オリーブオイルソムリエ協会認定のオリーブオイルソムリエの資格を取得。トークはお笑い芸人並で、喋り方は福山雅治風である。大分では有名なローカルタレントである。

## 来歴・人物
2002年より地元大分のFM OITAのラジオパーソナリティーとして活動をスタート。
大分でミュージシャンとしてライブや司会業を行いながら活動する傍ら、大分放送、テレビ大分、エフエム大分等でリポーター、ディスクジョッキーとしても活躍している。好きな言葉は「天下統一」等。
大分県民からは、親しみを込めて「たかすぃぃ～」と呼ばれることが多い。
2014年11月1日より福岡県のLOVE FMでレギュラー番組を務めて以降、大分・福岡両県で活動を展開している。
オリーブオイルソムリエ、メイクアップアーティストの別の顔を持ち自身のセミナーはキャンセル待ちが出るほどの人気。
また、地域に根ざした音楽・タレント活動が実を結び、2016年開校の「佐伯市立米水津小学校」の校歌の作詞／作曲も手掛けた。
2019年1月18日公開の映画『映画刀剣乱舞-継承-』では 秀吉軍武将役を務め、俳優としても活動する。
2019年10月より 大分朝日放送にて同局では初の冠番組 『大野タカシと〇〇の、夜分おじゃまします。』が絶賛放送中。 スポンサーは二階堂酒造。

## ラジオ

### 現在
- 大野タカシのロマンチックラジオ - LOVE FM、土曜22:30-23:00
- OITA MAGIC HOUR - FM大分／17:00～19:00生放送(水曜パーソナリティー)／2020年～

### 過去
- もっとあなたと! COLORFUL PALETTE - エフエム大分、月曜-金曜16:00-16:55（金曜DJ）2002年～2018年
- Charge-up RADIO - FM大分　(木曜パーソナリティー)　2017年4月～2020年3月

## テレビ・映画

### 現在
- 発掘！佐伯の方言大全集  - CTSケーブルテレビ佐伯
- 大野タカシの俺のゴルフ～100切りメゾット～ - CTSケーブルテレビ佐伯
- 大野タカシとLet’s Enjob! - CTSケーブルテレビ佐伯
- さいきっち＋PLUS α - CTSケーブルテレビ佐伯　金曜18:00-19:00
- 大野タカシと◯◯の 夜分、おじゃまします。- 大分朝日放送／毎週土曜日深夜／2019年10月〜
- 大野タカシのBUILD OITA

### 過去
- ハロー大分 - テレビ大分、土曜9:55-11:00　2006年4月～2016年3月
- スパーク魂　テレビ大分　日曜23:25－23:55 2016年4月～2018年3月
- ひるドキッ！- J:COMチャンネル大分　2017年10月～2018年9月
- 大野タカシのディアリーダーズ- J:COMチャンネル大分   2017年4月～2018年9月

### 映画
- 映画『映画刀剣乱舞-継承-』（2019年1月18日公開） - 秀吉軍 武将 役

## MC・司会業
- 大分国際車いすマラソン　総合司会
- 「YAMAHA ELECTONE STAGE SUPER LIVE」「JAPAN ORIGINAL CONCERT」メインライブナビゲーター
- Fリーグ 「バサジィ大分」ホームアリーナメインMC
- アジアドリームカップ2019 「国際車いすバスケットボール大会」ゲストMC
- ラグビーワールドカップ2019日本大会　大分会場スタジアムMC

他多数

## CM
- マルミヤストア - 平成23年11月より
- 九重森林公園スキー場 - テーマソング
- 九州乳業
- トータルカーショップBIG CHAIN
- アクアクララ大分
- HONDA CARS
- ひょうたん温泉
- 大分信用金庫

他ナレーション等多数

## スクールツアー
自らが企画・立案し、ライフワークのひとつとして始動。大分県内外の学校をボランティアで訪問し、夢や目標を持つことの素晴らしさ、夢に向かって努力することの大切さを子ども達と語り合い、触れ合いながら伝えている。
近年では児童・生徒だけではなく保護者からのリクエストもあり、教育委員会から思春期講演会の特別講師としても教壇に立つ。